# Tarraco (governante)
Tarraco (em grego: Ταρραχ) foi, entre 513-515, um comandante dos hunos que aliaram-se ao general Vitaliano contra o imperador bizantino Anastácio I Dicoro  (r. 491–518). Em 513, foi responsável pelo assassinato do general Cirilo. Em 515, com a derrota de Vitaliano, foi traído por um de seus companheiros hunos chamado Turguno, entregue a Anastácio e queimado vido em Pantíquio.

## Origens
Apesar de tachado como huno, é possível que Tarraco tivesse origens mistas, tal como outros oficiais ativos na Diocese da Trácia. Se foi batizado, como é provável, seu nome pagão foi alterado para Taraco, um dos três mártires famosos da Capadócia. Como informa Maenchen-Helfen, Taraco e Probo tinham igrejas em Constantinopla antes do fim do século VI, o que reforma essa associação. Além disso, segundo A. Tietze, Tarraco não é um nome turcomano.